# مضيبيعية (المسيمير)

تعديل مصدري - تعديل

مضيبيعية هي إحدى قرى عزلة المسيمير بمديرية المسيمير التابعة لمحافظة لحج، بلغ تعداد سكانها 60 نسمة حسب تعداد اليمن لعام 2004.